# 池上幸平
池上 幸平（いけうえ こうへい、1981年2月18日 - ）は、日本の俳優。ADONIS Aに所属していたが、2025年3月時点で事務所公式サイトのトップページから名前が削除されている。身長183cm。

## 人物
高知県出身。浅野忠信の付き人としてこの世界に入る。2008年から付き人として事務所に所属し、映画『60歳のラブレター』で本格的に俳優としての活動を開始。

## 出演

### 映画
- カスタムメイド10.30（2005年）
- 鈍獣（2009年）
- 60歳のラブレター（2009年）
- 20世紀少年 最終章（2009年）
- スノープリンス 禁じられた恋のメロディ（2009年）
- 14才のハラワタ（2009年）
- Gantz２（2010年）
- ランウェイ☆ビート（2011年）
- 東京プレイボーイクラブ（2011年）
- 極速先鋒（2011年）
- 黄金を抱いて翔べ（2012年）
- 花蓮（2012年）
- 目を閉じてギラギラ（2012年）
- おおかみこどもの雨と雪（2012年） - 声の出演
- キッズ・リターン再会の時（2013年）
- RIGHT HERE RIGHT NOW（2014年）
- キキチガイ（2014年）
- イニシエーション・ラブ（2015年） - 天童 役
- ストレイヤーズ・クロニクル（2015年）
- あらうんど四万十（2015年）
- HiGH＆LOW THE MOVIE 2 / END OF SKY（2017年）
- HiGH＆LOW THE MOVIE 3 / FINAL MISSION （2017年）

### テレビドラマ
- たべるダケ（2013年7月 - 9月、テレビ東京） - 男性社員 役
- 銭形警部（2017年） - 布施陵一 役

### Webドラマ
- 恋するセリフ（2010年）

### 携帯配信
- キス×kiss×キス（2010年、BeeTV）
- LoveSpot〜恋が実る場所〜（2011年、BeeTV）
- 目を閉じてギラギラ（2011年、BeeTV） -  レッスンプロ 役

### ミュージックビデオ
- JUJU「さよならの代わりに」（2011年）
- Sowelu「Let Me Lead U」（2011年）
- DEEP「君じゃない誰かなんて〜Tejina〜」（2011年）

### CM
- 東京海上日動（2008年）
- Volvic （2010年）
- コーセーESPRIQUE(2013年)
- サントリー のんある（2014年 - ）
- LOHACO （2016年 - ）
- カロリーメイトゼリー「水着」篇（2016年 - ）

### DVD
- キス×kiss×キス（2011年、BeeTV番組のDVD化）
- 月刊NEO 玉置成実DVD（2011年）